# Auto acordado
Los autos acordados son, en el ordenamiento jurídico chileno, normas jurídicas, emanadas de los tribunales superiores de justicia, relativas al modo en que los tribunales deben proceder en el conocimiento de determinadas acciones y recursos procesales, por lo mismo, pueden entenderse como manifestaciones normativas de los tribunales superiores de justicia, en especial de la Corte Suprema, por medio de las cuales, se regulan materias que en muchos casos debieran ser reguladas por ley.
Habitualmente los autos acordados vienen a llenar algunos vacíos que se advierten en el modo en que la Constitución o las leyes han regulado determinadas acciones o recursos, o a completar tales normativas. Existen numerosos autos acordados, por ejemplo: sobre de la tramitación del recurso de protección; sobre el recurso de amparo (habeas corpus); sobre la acción de indemnización por error judicial; para el ingreso de causas en las Cortes que cuenten con sistema computacional, entre otros. 
Se han presentado en doctrina ciertos cuestionamientos sobre la constitucionalidad de algunos autos acordados en la medida que regulan materias de orden procesal que pertenecen al dominio legal.

## Fundamento
Son actos de producción de normas jurídicas que encuentran su fundamento en el artículo 82 (texto enmendado del antiguo artículo 79 de la carta fundamental) de la Constitución Política de la República de Chile que le concede a la Corte Suprema, la superintendencia directiva, correccional y económica de todos los tribunales de la nación. De esta forma, serían las facultades económicas las que autorizarían la dictación de estos autos acordados, para conseguir una mejor y más pronta administración de justicia.
Los autos acordados que dicte la Corte Suprema deben publicarse en el Diario Oficial de Chile.
Es de importante consideración, que el fundamento antes mencionado es copiosamente controversial y criticado. Esta reserva de competencias no existiría para la Corte Suprema, en cuanto los auto acordados no son posibles incluirlos en la superintendencia prevista en el artículo 82 de la carta, ya que, el contenido concreto  de las facultades emanadas de dicha superintendencia tienen carácter legal orgánico. El artículo 7 inciso 2 de la Constitución impide alegar, a partir de la referencia genérica a la facultad de superintendencia, un contenido concreto configurado a nivel legal. Todos los auto acordados que pudiesen tener una incidencia orgánica o procedimental serán necesariamente inconstitucionales al invadir el dominio legal o de la potestad reglamentaria del Presidente de la República. De esta manera los únicos auto acordados netamente constitucionales serían aquellos que tengan una aplicación exclusivamente doméstica.

## Clasificación
La clasificación más importante atiende a la forma en que la Corte ha procedido a dictarlos. Así, ellos pueden ser:
1. Dictados en virtud de un mandato contenido en la Constitución Política de la República o la ley. Este es el caso del auto acordado sobre la forma de las sentencias definitivas, sobre procedimiento de recurso de protección y sobre materias que deben ser conocidas por la Corte Suprema de Justicia en su funcionamiento ordinario como extraordinario.
2. Dictados por la Corte Suprema de Justicia en virtud de sus facultades discrecionales. Los cuales a si vez se pueden ordenar en:
a. Meramente internos: que afectan solo a los funcionarios del Poder Judicial.
b. Externos: son aquellos que no afectan solo a funcionarios del Poder Judicial, sino que a terceros ajenos, dándoles normas de procedimiento, reglamentando relaciones entre ellos y el Poder Judicial. Ejemplo de tal es el auto acordado sobre tramitación y fallo del recurso de protección sobre las garantías constitucionales.